# José Duro y Garcés
José Duro y Garcés (Yanguas, provincia de Soria, 1797-Madrid, 30 de agosto de 1855) fue un químico español.

## Biografía
Estudió en Soria y en la Universidad de Valladolid.  En 1809 luchó en la guerra de la Independencia con los Dragones de Soria. Desde 1817 estudió física y química en el Colegio de Farmacia de Madrid y mineralogía en el Real Gabinete de Historia Natural. En 1820, pensionado por el industrial Rafael de Rodas, fue a estudiar al Colegio de Francia, donde fue alumno de los químicos Louis Nicolas Vauquelin, Louis Jacques Thénard y Pierre Louis Dulong.  Aprendió la aplicación de las vías seca y húmeda al análisis químico de Augustin Barruel. Después estudió en la Universidad de la Sorbona con Joseph-Louis Gay-Lussac,  Jean Baptiste Biot, Claude Servais Mathias Pouillet y François Sulpice Beudant.
En 1827 regresó a España y de 1828 a 1833 fue catedrático de química docimástica en la Escuela de Ingenieros de Minas. En 1833 fue nombrado inspector de distrito del Real Cuerpo Facultativo de Minas. En 1841 fue director de una fábrica de salitre y azul de Prusia, de una fundición de minerales argentíferos y de una destilería de licores. En 1851 fue nombrado ensayador mayor de metales de la Casa de la Moneda y en 1853 fue elegido académico de la Real Academia de Ciencias Exactas, Físicas y Naturales, en la que ingresó con el discurso Sobre los diferentes métodos de ensayar y afinar los metales preciosos y sus aleaciones más usuales.